# Dnyeszter menti rubel
A Dnyeszter menti rubel (oroszul: приднестровский рубль; ukránul: придністровський рубль; moldovánul: рублэ транснистрянэ vagy románul: rubla transnistreană) a nemzetközileg el nem ismert Dnyeszter Menti Köztársaság jelenlegi hivatalos pénzneme, váltópénze a kopejka (cirill betűvel: копейка, többes szám копеeк; 1 rubel = 100 kopejka). ISO 4217-kódja nincsen, mert a szakadár területeken kívül nem fogadják el. A pénz neve – attól függően, hogy a terület melyik nevéből képezzük – előfordulhat még Dnyeszteren túli rubel vagy transznisztriai rubel alakban is. 2024-ben betiltották az utóbbi elnevezést.

## Története
A Dnyeszter Menti Köztársaság 1990-ben kiáltotta ki függetlenségét, a fizetőeszköz továbbra is a szovjet majd az orosz rubel maradt. Ahogy a volt szovjet tagköztársaságok sorra cserélték le a rubelt önálló valutáikra, a kivont pénz egyre nagyobb tömege áramlott a Dnyeszter Menti Köztársaságba, ezért 1993-ban határozatot hoztak az ország területén forgalomban lévő pénz felülbélyegzéséről. Az 1961 és 1992 között kibocsátott 10, 25, 50, 100, 200, 500, 1000, 5000 és 10 000 rubel címletű bankjegyeket névértéken bélyegezték felül, míg az ötrubeles bankjegyek 5000 rubeles bélyeggel kerültek forgalomba. A címletenként változó színű bélyegeken Alekszandr Szuvorov arcképe szerepelt. A felülbélyegzett bankjegyeket az 1992. december 22-én felállított Dnyeszter Menti Köztársasági Bank 1994-től hozta forgalomba 1:1 arányban az addig használt rubellel.
1994 augusztusában új rubelt vezettek be 1 új rubel = 100 régi rubel értékben. Csak bankjegyek kerültek forgalomba és magas volt az infláció. Címletek: 1, 5, 10, 50, 100, 200, 500, 1000, 5000, 10 000, 50 000, 100 000, 500 000 rubel, ezek közül a 10 000, 50 000 és 100 000 rubeles címletek az egy-, öt- és tízrubeles bankjegyek felülnyomásával készültek.
2001 elején ismét valutareformot hajtottak végre: egy új rubel 1 000 000 régivel lett egyenlő. Az infláció újbóli elszabadulását azóta sikerült megakadályozni.
2024. december 31-én 1 amerikai dollár 16,1 rubelt, 1 euró 16,8004 rubelt, 1 moldáv lej 0,84431 rubelt, 100 magyar forint 4,0411 rubelt ért a helyi bank listája alapján.

## Érmék
Az 1, 5, 10 kopejka címletű érmék alumíniumból, a többi réz-cink ötvözetből (2005 óta réz-cink ötvözettel bevont acélból) készül. Emellett emlékérméket is bocsátanak ki.
2014. augusztus 22-én bejelentették, hogy az 1, 5, 10 rubeles bankjegyeket érmék váltják fel, és bevezetik a 3 rubeles érmét is. A szakadár köztársaságban vezették be elsőként a világon a műanyag pénzérméket.
| Kép    | Kép    | Névérték | Műszaki paraméterek | Műszaki paraméterek | Műszaki paraméterek | Műszaki paraméterek      | Leírás | Leírás                                                  | Leírás                                                                                       | Dátumok    | Dátumok    | Dátumok     |
| Előlap | Hátlap | Névérték | Átmérő              | Vastagság           | Tömeg               | Összetétel               | Perem  | Előlap                                                  | Hátlap                                                                                       | Első veret | Kibocsátás | Visszavonás |
| ------ | ------ | -------- | ------------------- | ------------------- | ------------------- | ------------------------ | ------ | ------------------------------------------------------- | -------------------------------------------------------------------------------------------- | ---------- | ---------- | ----------- |
|        |        | 1 rubel  | 26 mm               | 1,2 mm              | 0,85 gramm          | Műanyag - kompozit anyag | Sima   | Alexandr Szuvorov képe, "1" rubel                       | A Dnyeszteren túli Köztársasági Bank logója, a kibocsátás éve és a címlet ismétlődő mintával | 2014       | 2014       | forgalomban |
|        |        | 3 rubel  | 31 mm               | 1,2 mm              | 1 gramm             | Műanyag - kompozit anyag | Sima   | François Sainte de Wollant, "3" rubel                   | A Dnyeszteren túli Köztársasági Bank logója, a kibocsátás éve és a címlet ismétlődő mintával | 2014       | 2014       | forgalomban |
|        |        | 5 rubel  | 28,6 mm             | 1,20 mm             | 1 gramm             | Műanyag - kompozit anyag | Sima   | Pjotr Alekszandrovics Rumjancev-Zadunajszkij, "5" rubel | A Dnyeszteren túli Köztársasági Bank logója, a kibocsátás éve és a címlet ismétlődő mintával | 2014       | 2014       | forgalomban |
|        |        | 10 rubel | 28 mm               | 1,2 mm              | 0,9 gramm           | Műanyag - kompozit anyag | Sima   | II. Katalin orosz cárnő, "10" rubel                     | A Dnyeszteren túli Köztársasági Bank logója, a kibocsátás éve és a címlet ismétlődő mintával | 2014       | 2014       | forgalomban |

## Bankjegyek

### 2000-es sorozat
| Kép    | Kép    | névérték  | méret       | szín         | leírás                           | leírás                         | dátumok   | dátumok    | dátumok     |
| előlap | hátlap | névérték  | méret       | szín         | előlap                           | hátlap                         | nyomtatás | kibocsátás | visszavonás |
| ------ | ------ | --------- | ----------- | ------------ | -------------------------------- | ------------------------------ | --------- | ---------- | ----------- |
|        |        | 10 rubel  | 129 x 56 mm | barna, zöld  | Alekszandr Vasziljevics Szuvorov | Novo-Nyameckij kolostor        | 2000      | 2000       | 2007        |
|        |        | 25 rubel  | 129 x 56 mm | vörös, bíbor | Alekszandr Vasziljevics Szuvorov | Bender-erőd                    | 2000      | 2000       | 2007        |
|        |        | 50 rubel  | 129 x 60 mm | sötétzöld    | Tarasz Hrihorovics Sevcsenko     | a parlament épülete            | 2000      | 2000       | 2007        |
|        |        | 100 rubel | 129 x 60 mm | ibolya       | Dmitrij Kantemir moldovai herceg | Karácsony-templom Tiraszpolban | 2000      | 2000       | 2007        |
|        |        | 200 rubel | 135 x 64 mm | barna        | Petr Rumjancev-Zadunajszkij      | Gross-Egersdorf-i csata        | 2004      | 2004       | forgalomban |
|        |        | 500 rubel | 140 x 68 mm | sötétzöld    | II. Katalin orosz cárnő          | Tiraszpol-erőd                 | 2004      | 2004       | forgalomban |

### 2007-es sorozat
| Kép    | Kép    | névérték  | méret       | szín          | leírás                           | leírás                         | dátumok   | dátumok    | dátumok     |
| előlap | hátlap | névérték  | méret       | szín          | előlap                           | hátlap                         | nyomtatás | kibocsátás | visszavonás |
| ------ | ------ | --------- | ----------- | ------------- | -------------------------------- | ------------------------------ | --------- | ---------- | ----------- |
|        |        | 1 rubel   | 129 × 55 mm | barna         | Alekszandr Vasziljevics Szuvorov | Chițcani emlékműve             | 2007      | 2007       | forgalomban |
|        |        | 5 rubel   | 129 × 55 mm | kék           | Alekszandr Vasziljevics Szuvorov | KVINT pálinkagyár              | 2007      | 2007       | forgalomban |
|        |        | 10 rubel  | 129 × 55 mm | zöldes fekete | Alekszandr Vasziljevics Szuvorov | Novo-Nyametskij kolostor       | 2007      | 2007       | forgalomban |
|        |        | 25 rubel  | 129 × 55 mm | vörös         | Alekszandr Vasziljevics Szuvorov | Bender kastélya                | 2007      | 2007       | forgalomban |
|        |        | 50 rubel  | 129 x 56 mm | cián          | Tarasz Hrihorovics Sevcsenko     | elnöki palota                  | 2007      | 2007       | forgalomban |
|        |        | 100 rubel | 129 x 56 mm | lila          | II. Demeter moldvai fejedelem    | Születés temploma, Tiraspolban | 2007      | 2007       | forgalomban |